# Institucionalidad
Institucionalidad  entendida como un atributo básico del imperio o de la república, dentro de un estado de derecho. Por consiguiente se entiende que, si un estado en ejercicio de su plena soberanía configura su distribución político-administrativa a la luz de la división de poderes, luego, esa república, se hará de todos los organismos (entendidos estos en abstracto) que dirijan ese imperio y su ejecución al servicio de las personas y en pos del bien común.
Cabe señalar que no existe completo consenso del alcance que se debe otorgar al término, así algunos atribuyen su carácter normativo-administrativo como la particularidad determinante de la institucionalidad y diferenciadora de los demás métodos de ejecución estatal, sin embargo otros la señalan como el apego de la sociedad contemporánea dentro del desenvolvimiento de las atribuciones gubernamentales, administrativas, constituyentes, legislativas y judiciales.

En líneas generales del tiempo intuitivas, debe entenderse que una sociedad o un Estado tienen su institucionalidad más avanzada y fuerte, cuanto más eficientes sean las normativas y leyes que se aplican, y cuanto menos distorsiones se verifiquen en las regulaciones y resoluciones.

## La Institucionalidad dentro del Estado de Derecho
Un estado de derecho es donde los procesos son el instrumento preferente para guiar la conducta de los ciudadanos. Por cierto la transparencia, la predecibilidad, y la generalidad, están implícitas en él. Esto conlleva a que se facilite las interacciones humanas, permite la prevención y solución efectiva, eficiente y pacífica de los conflictos, y ayuda también al desarrollo económico sostenible y a la paz social y moral. Para tener un Estado de Derecho efectivo es necesario:

## La Institucionalidad dentro del Ordenamiento Jurídico (Sistema)
Cuando un ordenamiento jurídico es un conjunto de normas que interactúan entre sí y están interconectadas sobre la base de principios de aplicación general, se habla de sistema jurídico. Según el jurista inglés de la universidad de Oxford, Herbert Hart, el derecho está formado por dos tipos de reglas jurídicas: las reglas jurídicas primarias que imponen obligaciones de conducta (por ejemplo, la regla por la cual es obligatorio pagar impuestos), mientras que las reglas jurídicas secundarias confieren potestades para que algunas personas introduzcan reglas primarias (por ejemplo, la regla que faculta a la Cámara de Diputados a fijar los impuestos). Un sistema jurídico es, de acuerdo con Hart, un conjunto de reglas jurídicas primarias y secundarias que goza de cierta eficacia.

## La Institucionalidad Política
Se refieren a la sociedad política, y que regulan la estructura y órganos del gobierno del estado. Según el criterio presentado por la Unesco en 1948,  referente a los objetos de estudio de la ciencia política, las instituciones políticas tienen relación con los siguientes conceptos:
- Constitución
- Gobierno central
- Gobierno regional y Gobierno local
- Administración pública
- Funciones sociales y económicas del estado
- Instituciones políticas comparadas

- Datos: Q5917026